# Nova Crnja (općina)
Općina Nova Crnja je jedna od općina u Republici Srbiji. Nalazi se u AP Vojvodini i spada u Srednjobanatski okrug. Po podacima iz 2004. općina zauzima površinu od 273 km² (od čega na poljoprivrednu površinu otpada 24.901 ha, a na šumsku 211 ha). 
Centar općine je selo Nova Crnja. Općina Nova Crnja se sastoji od 6 naselja. Po podacima iz 2002. godine u općini je živjelo 12.705 stanovnika, a prirodni priraštaj je iznosio -12,6 %. Po podacima iz 2004. broj zaposlenih u općini iznosi 1.706 ljudi. U općini se nalazi 6 osnovnih i 2 srednje škole.
Iako je Nova Crnja središte općine, najveće naselje u općini je Srpska Crnja.

## Naseljena mjesta
- Aleksandrovo
- Vojvoda Stepa
- Nova Crnja
- Hrvatska Klarija
- Srpska Crnja
- Toba

## Etnička struktura
- Srbi (70,31%)
- Mađari (18,64%)
- Romi (6,83%)
- ostali

Sva naseljena mjesta imaju većinsko srpsko stanovništvo osim Nove Crnje i Tobe, koja imaju mađarsko.